# Епанчин, Александр Александрович
Алекса́ндр Алекса́ндрович Епанчи́н (25 декабря 1948, Муром, Владимирская область — 21 августа 1998, Муром, Владимирская область) — российский краевед, проживавший в Муроме, хранитель местных исторических, фольклорных, церковных преданий и предметов минувшего. Член Историко-родословного общества.

## Биография
Родился 25 декабря 1948 года в городе Муроме Владимирской области. Принадлежал к дворянскому роду Епанчиных, был воспитан в любви к русской культуре. С 1956 по 1960 год учился в начальной школе № 1, в 1964 году окончил 8 классов средней школы № 18, известной как «Тимирязевская академия», в 1974 году окончил вечернюю среднюю школу № 1.
Посвятил свою жизнь изучению православной истории Муромского края. Собирал предания и легенды о муромских чудотворцах, святых, о святынях родного края, проводил топонимические исследования, изучал генеалогию дворянских родов. Всегда стремился донести свои знания до окружавших его людей — и в дружеских беседах, и в письмах, и в газетных публикациях. Скоропостижно скончался 21 августа 1998 года на 50-м году жизни.

### Семья
Мать Анна Алексеевна Епанчина родилась 8 августа 1913 года в Санкт-Петербурге. Педагог-музыковед. Окончила теоретический факультет Ленинградской консерватории. Работала с 1937 по 1942 год в Ленинграде. Дочь тайного советника Алексея Алексеевича Епанчина (1858—1941) и его второй жены Марии Александровны, урождённой Вереха (1878—1941), выпускницы Императорского Павловского института. Дед Алексей Павлович Епанчин (1823—1913) — адмирал, директор Императорского морского училища. Все предки, как правило, служили на флоте и по военному ведомству. Анна Алексеевна, похоронив в блокаду всех своих родных и близких, в 1943 году оказалась в Муроме. При её самом деятельном участии в городе в декабре 1943 года была открыта музыкальная школа, и Анна Алексеевна стала её первым директором; впоследствии была завучем, преподавателем теории, музыкальной литературы и преподавателем по классу фортепиано. В апреле 2003 года музыкальной школе № 1 было присвоено имя её основателя и первого директора — Анны Алексеевны Епанчиной.
Жена Нина Сергеевна Епанчина, урождённая Селиверстова (1948), экономист. Издатель и хранитель наследия А. А. Епанчина.

### Родословная Епанчиных
А. А. Епанчин работал над своей родословной всю жизнь. Он вёл огромную переписку с различными музеями и архивами, в которых, по его предположению, могла встречаться фамилия Епанчиных. «Родословная книга Епанчиных» была составлена им в ноябре 1967 года (Свод 301 обычной общей тетради, представляющий собой эту «книгу»). А. А. Епанчин писал о своих предках:
Род наш, ух какой древний. По преданиям, да по хроникам, с IV века берем начало, к аланам себя производим, ну, а те потомками массагетов были. Затем в Пруссии жили, а после её завоевания тевтонцами — на Русь бежали, в 1283 году. И, как гласит предание, «выходцем из Прусс» был первый русский юродивый праведный Прокопий Устюжский. А в миру его звали Гланда-Камбила Дивонович, князь прусский. И пошло от него много славных русских дворянских родов — императорский дом Романовых, Шереметевы, Коновницыны, Сухово-Кобылины, Епанчины. В начале XVII века поселились Епанчины на Волоке, в нынешнем Боровичском уезде Новгородской губернии, где жили до 1917 года. Род наш был морским, и особенно в нём отличились адмиралы Николай Петрович, Иван Петрович и их племянник Алексей Павлович Епанчины.
С образованием в 1990 г. общественной организации «Союз потомков Российского Дворянства — Российское Дворянское Собрание» (РДС) Александр Александрович и его мать Анна Алексеевна Епанчины были приняты в действительные члены этой организации с вручением дипломов № 78 (протокол № 11 от 19.12.1990 г. решения Совета Дворянского Собрания) и № 79 (протокол № 20 от 22.11.1991 г.)
Подробное родословие Епанчиных (составители А. А. Епанчин, А. Я. Моторкин) представлено в книге А. А. Епанчина «Краеведческий сборник».

### Коллекция
Ещё мальчиком в 1962 г. награждён почётной грамотой за участие в I городской выставке коллекционеров-любителей.
Собирал фотографии, документы, предметы быта, детали деревянных домов, подлежащих сносу, чтобы ничего не пропало и не исчезло из того, что когда-то было жизнью города. После кончины Александра Епанчина в местный музей передан 481 предмет и документ из его собрания.

## Общественная деятельность
Способствовал тому, что были восстановлены памятные кресты:
- в 1993 году администрацией города Мурома и существовавшим тогда городским фондом культуры — на могилах супругов Ермаковых (А. В. Ермаков — городской голова с 1862 по 1869 годы) на Напольном кладбище;
- в 1997 году братией Спасского монастыря во главе с игуменом Кириллом (Епифановым) — на могиле протоиерея Гавриила Ястребова[вд] около Вознесенской церкви;
- в 1996 году православным братством при мужском Благовещенском монастыре (игумен Кронид (Козлов)) — на месте убиения святого князя Михаила.

В очерке «К 900-летию крещения Муромской земли» он писал: «Вечером был молебен в Благовещенском монастыре у могил местночтимых Святого Василия (+1129 г.) и Преподобного Иулиана (+1637 г.). Такого не было с 1919 года, когда был разогнан монастырь. Могилы были утеряны, как и место убиения Св. Михаила… да и сама память об этом абсолютно стёрлась из сознания поколений, выросших при богоборческой власти, и только благодаря одному боголюбцу, всё это записавшему и замерившему, всё ныне восстановлено».
Занимался сбором сведений о репрессированных священнослужителях:
- Новомученики и Исповедники Русской Православной Церкви XX века
- Епанчин Александр Александрович

## Труды

### Книги
- Епанчин, А. А. Топонимика Мурома и его окрестностей. — Муром: ООО Дизайн-центр «РеКоМ», первое издание —2000, второе издание — 2001. — первое издание — 90 с., второе издание — 78 с. — первое издание —150, второе издание — 100 экз.
- Епанчин, А. А. Господь поставил меня собирателем. — Муром: ООО Дизайн-центр «РеКоМ», 2002г. — 130 с. — 200 экз.
- Епанчин, А. А. Краеведческий сборник. — Муром: ООО Дизайн-центр «РеКоМ», 2005г. — 124 с. — 200 экз.
- Епанчин, А. А. Епанчины. Родословная: материалы архива. — Муром, 2015г.

### Публикации
- Епанчин, А. А. «Муромский сборник», «Забытые святые и святыни Мурома». — Муром.
- Епанчин, А.А. «Муромский сборник», «Забытые святые и святыни Мурома». — Муром, 1993.
- Епанчин  А. А. Не бойся, король Датский, Епанчин с тобой // журнал «Купель», приходский Совет церкви (РПЦЗ) в Канберре. — Москва, Канберра: «Православный паломник», Совет церкви (РПЦЗ) в Канберре, 1998, 2000. — № 3/7,1.
- Епанчин, А. А. Святой богатырь Илия // журнал «Купель». — Москва: «Православный паломник», 1999. — № 1/8.
- Епанчин, А. А. Муромские предания // журнал «Купель». — Москва: «Православный паломник», 1999. — № 2/9.
- Епанчин, А. А. «Предания старины глубокой» // журнал «Купель». — Москва: «Православный паломник», 2000. — № 2/12.
- Епанчин, А. А. Адмирал А. П. Епанчин // газета «Дворянский вестник». — Москва, 1994. — № 7/10.
- Епанчин, А. А. К 900-летию крещения Муромской земли // газета «Дворянский вестник». — Москва, 1997. — № 10/41.

- Епанчин, А. А. Святой Благоверный князь Петр и Святая Благоверная княгиня Феврония – Муромские чудотворцы // газета «Дворянский вестник». — Москва, 1998. — № 6/49 и 7/50.
- Епанчин, А. А. Святая Праведная Иулиания, Праведный Георгий, прп. Феодосия и Младенец неизвестного пола, Лазаревские // газета «Дворянский вестник». — Москва, 1998. — № 12/55.
- Епанчин, А. А. Муромский «Иоанн Кронштадтский» // Православный альманах Свято-Троицкого монастыря. — Муром, 2006.
- Епанчин, А. А. Что в имени тебе моем? // газета "Муромский рабочий". — Муром, 1991. — № 77—78 (13769—13770).
- Епанчин, А. А. Казанка // газета «Новая провинция». — Муром, 1996. — № 27.01.1996.
- Епанчин, А. А. К 400-летию Праведной Иулиании Милостивой (Муромской) // журнал «Пасхальный огонь». — Нижний Новгород, 2004. — № 4—5.
- Епанчин, А. А. Муромские предания о Петре и Февронии // журнал «Вифлеемский глас». — Нижний Новгород, 2009. — № 6(8).
- Епанчин, А. А. «Уж на – Ушна», «Булат, ткни кого...» // газета «Вперед». — Муром, 2001. — № 1 (2224), № 12 (2235).
- генеалогические и геральдические материалы, связанные с возникновением и историей различных дворянских родов и фамилий.

### Некоторые отзывы о трудах А. А. Епанчина
- Клуб «Град Китеж» http://www.gradkitezh.ru/index.php/page/rusbogat_murom.html?symfony=659b557ba8885b3f85fb8463510eca7b (недоступная+ссылка)
- Православное информационное агентство «Русская линия»[2]
- Журнал «Вокруг света»[3]
- Сайт «Правая сторона»[4]
- О. А. Белоброва (научный сотрудник отдела древнерусской литературы Института русской литературы (Пушкинский дом) писала: «Сердечное спасибо за книгу Александра Александровича „Топонимика Мурома и его окрестностей“… Академик Д. С. Лихачёв до конца своих дней очень ценил краеведческий труд и радовался, если выходили издания на местах. Ваш подарок позволяет оценить бескорыстную и такую обширную работу… Она найдёт здесь заинтересованного читателя, поверьте! И, тем самым, труд А. А. продлит благодарную память о нём» (из письма к Н. С. Епанчиной от 17.01.2001 г.). И ещё: «Она помещена в библиотеку отдела древнерусской литературы ИРЛИ, РАН. Это вполне официально, ей присвоен номер и буква Д (книга в дар)» (из письма к ней же от 24.04.2001 г.).
- В «Летописи Муромского Свято-Троицкого женского епархиального монастыря», изданной в 2001 г. к десятилетию возрождения обители (1991), 21 августа сделана следующая запись: «В день почитания Толгской иконы Божией Матери скоропостижно скончался известный в Муроме краевед Александр Александрович Епанчин. Именно по его инициативе и его стараниям в 1989 г. мощи Муромских святых — благоверных князей Константина, Михаила и Феодора, Петра и Февронии, праведной Иулиании Лазаревской — были возвращены из историко-художественного музея в Благовещенский собор, тогда единственный действующий храм в городе»